# Copa Africana de Clubes Campeones 1969
La Copa Africana de Clubes Campeones de 1969 fue la 5.ª edición del torneo de fútbol anual a nivel de clubes organizado por la CAF.
Participaron 20 equipos utilizando un sistema de knock-out con juegos de ida y vuelta.
El Al-Ismaily de la República Árabe Unida ganó la final, ganando el título por primera vez.

## Ronda Preliminar
| Equipo 1          | Agr. | Equipo 2          | Ida  | Vuelta |
| ----------------- | ---- | ----------------- | ---- | ------ |
| Africa Sports     | 7-1  | Olympique Sportif | 5-1  | 2-0    |
| Young Africans    | 4-3  | Fitarikandro      | 4-1  | 0-2    |
| Saint Eloi Lupopo | w/o  | Cattin            | 1    |        |
| Hoga              | 3-4  | Burri             | 2-02 | 1-4    |

1 US Cattin abandonó el torneo.

2 Primera victoria de un equipo de Somalia por 2-0

## Primera Ronda
| Equipo 1        | Agr. | Equipo 2              | Ida | Vuelta |
| --------------- | ---- | --------------------- | --- | ------ |
| Asante Kotoko   | 6-2  | Patronage Sainte-Anne | 5-1 | 1-1    |
| Al-Tahaddy      | 0-8  | Ismaily               | 0-5 | 0-3    |
| Burri           | 3-4  | Gor Mahia             | 2-4 | 1-0    |
| Caïman Douala   | 1-3  | Saint Eloi Lupopo     | 0-0 | 1-3    |
| Saint-George    | 0-5  | Young Africans        | 0-0 | 0-5    |
| Secteur 6       | 1-8  | Etoile Filante        | 1-5 | 0-3    |
| T. P. Englebert | 4-3  | Africa Sports         | 2-1 | 2-2    |
| US FRAN         | 2-9  | Conakry II            | 2-7 | 0-21   |

1 USRFAN abandonó el torneo después del primer juego.

## Cuartos de final
| Equipo 1        | Agr. | Equipo 2          | Ida | Vuelta |
| --------------- | ---- | ----------------- | --- | ------ |
| Asante Kotoko   | 2-21 | Young Africans    | 1-1 | 1-1    |
| Ismaily         | 4-2  | Gor Mahia         | 3-1 | 1-1    |
| Conakry II      | 10-3 | Saint Eloi Lupopo | 7-2 | 3-1    |
| T. P. Englebert | 4-2  | Etoile Filante    | 4-1 | 0-1    |

1 Asante Kotoko ganó el criterio de desempate.

## Semifinales
| Equipo 1        | Agr. | Equipo 2   | Ida | Vuelta |
| --------------- | ---- | ---------- | --- | ------ |
| Asante Kotoko   | 4-5  | Ismaily    | 2-2 | 2-3    |
| T. P. Englebert | 7-5  | Conakry II | 4-0 | 3-5    |

## Final
| Equipo 1        | Agr. | Equipo 2 | Ida | Vuelta |
| --------------- | ---- | -------- | --- | ------ |
| T. P. Englebert | 3-5  | Ismaily  | 2-2 | 1-3    |

## Campeón
|                   |
| Ismaily 1º título |